# Rupovo Brdo
Rupovo Brdo (en serbe cyrillique : Рупово Брдо) est un village de Bosnie-Herzégovine. Il est situé dans la municipalité de Milići et dans la république serbe de Bosnie. Selon les premiers résultats du recensement bosnien de 2013, il compte 20 habitants.

## Démographie

### Répartition de la population par nationalités (2016)
En 2016, le village comptait 400 habitants, répartis de la manière suivante :